# 陳福海
陳福海（1963年6月3日—），中華民國金門縣金湖鎮新湖湖前人，徙居塔后，原無黨籍身分，目前為台灣民眾黨籍政治人物，現任金門縣縣長，曾任金門縣縣長（第六屆）、立法委員、金湖鎮鎮長、金門縣議會議員及金湖鎮鎮民代表等職務。前中國國民黨黨員、親民黨黨員。

## 經歷
1990年以中國國民黨籍當選金湖鎮鎮民代表。1994年當選金門縣議員，任內於議長選舉收受賄賂，被判處有期徒刑10個月、褫奪公權1年。1998年當選為金湖鎮鎮長。2005年因參選金門縣縣長而退出國民黨，開始以無黨籍身分參選。2008年以74票之差擊敗當時尋求連任的國民黨籍立法委員吳成典，成功當選立委，2011年在親民黨主席宋楚瑜拜訪下決定加入親民黨，使親民黨重返立法院；但隔年以307票之差敗給代表國民黨參選的前新黨籍縣議員楊應雄，連任失利。
2014年再度以無黨籍身份參選縣長並擊敗時任縣長李沃士，成為首位無黨籍縣長；但2018年以801票的些微差距敗給時任國民黨籍立委楊鎮浯，無緣連任。2020年回鍋參選立委，但敗給尋求連任的國民黨籍立委陳玉珍。
2022年9月1日第四度參選縣長，並於金湖鎮、金沙鎮、烈嶼鄉取得票數優勢，最終擊敗時任縣長楊鎮浯，成為首位回任的縣長；2022年6月加入民眾黨，直到2023年4月證實在選前已入黨且報備以無黨籍身份參選。
2023年5月立法院三讀《選罷法》修正案後，陳福海因擔任議員時曾涉收賄遭判刑10個月，所以2026年無法競選連任。

## 立法院委員會
加入無黨團結聯盟立法院黨團運作
- 第7屆第1會期：外交及國防委員會
- 第7屆第2會期：外交及國防委員會
- 第7屆第3會期：經費稽核委員會（召集委員）
- 第7屆第3會期：內政委員會
- 第7屆第4會期：經費稽核委員會
- 第7屆第4會期：內政委員會
- 第7屆第5會期：交通委員會

## 選舉紀錄
| 年度 | 選舉屆數             | 選舉區           | 所屬政黨   | 得票數 | 得票率 | 當選標記 | 備註                    |
| ---- | -------------------- | ---------------- | ---------- | ------ | ------ | -------- | ----------------------- |
| 1994 | 第一屆金門縣議員選舉 | 金門縣第二選舉區 | 中國國民黨 | 585    |        |          |                         |
| 1998 | 第七屆金湖鎮鎮長選舉 | 金門縣金湖鎮     | 中國國民黨 | 2,192  | 36.21% |          |                         |
| 2002 | 第八屆金湖鎮鎮長選舉 | 金門縣金湖鎮     | 中國國民黨 | 5,074  | 100%   |          |                         |
| 2005 | 第四屆金門縣縣長選舉 | 金門縣           | 無黨籍     | 13,941 | 43.59% |          |                         |
| 2008 | 第七屆立法委員選舉   | 金門縣選舉區     | 無黨籍     | 9,912  | 37.31% |          |                         |
| 2012 | 第八屆立法委員選舉   | 金門縣選舉區     | 親民黨     | 12,128 | 32.14% |          |                         |
| 2014 | 第六屆金門縣縣長選舉 | 金門縣           | 無黨籍     | 23,965 | 52.77% |          |                         |
| 2018 | 第七屆金門縣縣長選舉 | 金門縣           | 無黨籍     | 22,719 | 46.15% |          |                         |
| 2020 | 第十屆立法委員選舉   | 金門縣選舉區     | 無黨籍     | 13,801 | 29.42% |          |                         |
| 2022 | 第八屆金門縣縣長選舉 | 金門縣           | 無黨籍     | 23,248 | 49.34% |          | 當選時已加入 臺灣民眾黨 |

## 外部連結
- 陳福海的Facebook專頁
- YouTube上的陳福海頻道

| 中華民國政府職務 | 中華民國政府職務                                 | 中華民國政府職務 |
| ---------------- | ------------------------------------------------ | ---------------- |
| 金門縣政府       |                                                  |                  |
| 前任： 李沃士    | 金門縣縣長 第六屆 2014年12月25日－2018年12月25日 | 繼任： 楊鎮浯    |
| 前任： 楊鎮浯    | 金門縣縣長 第八屆 2022年12月25日－               | 現任             |